# Ann McLaughlin Korologos

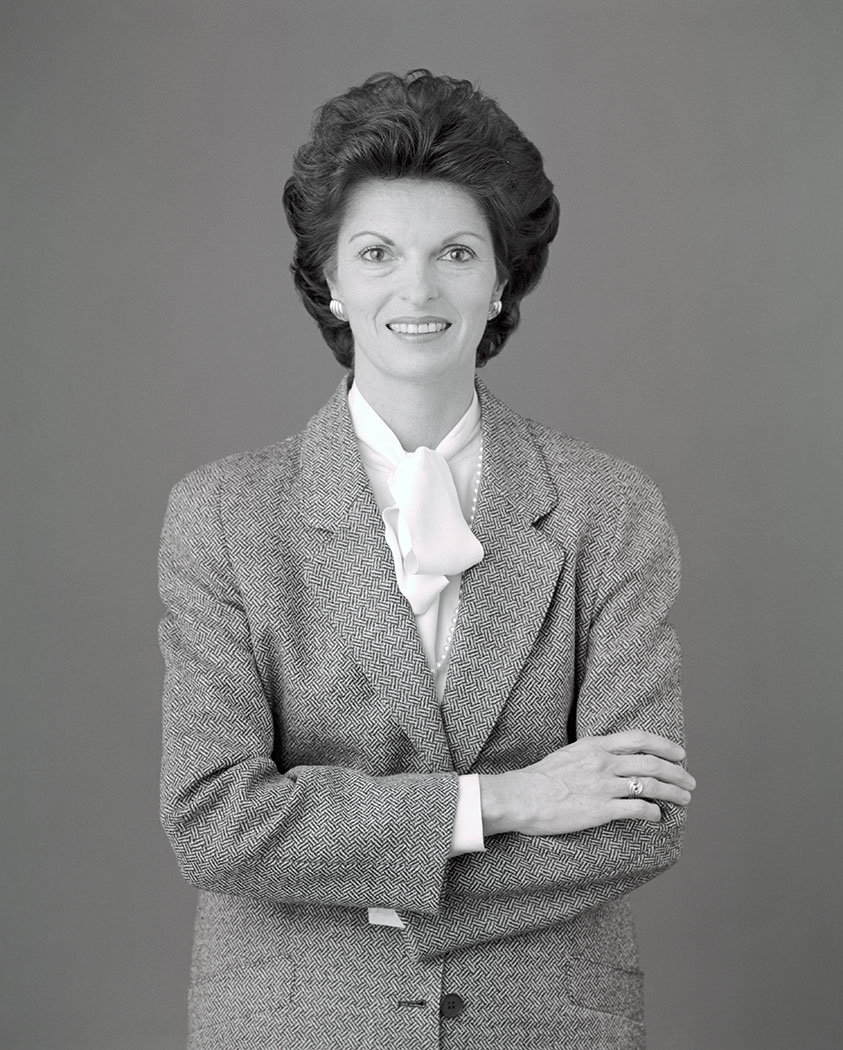
Ann McLaughlin Korologos (1984)

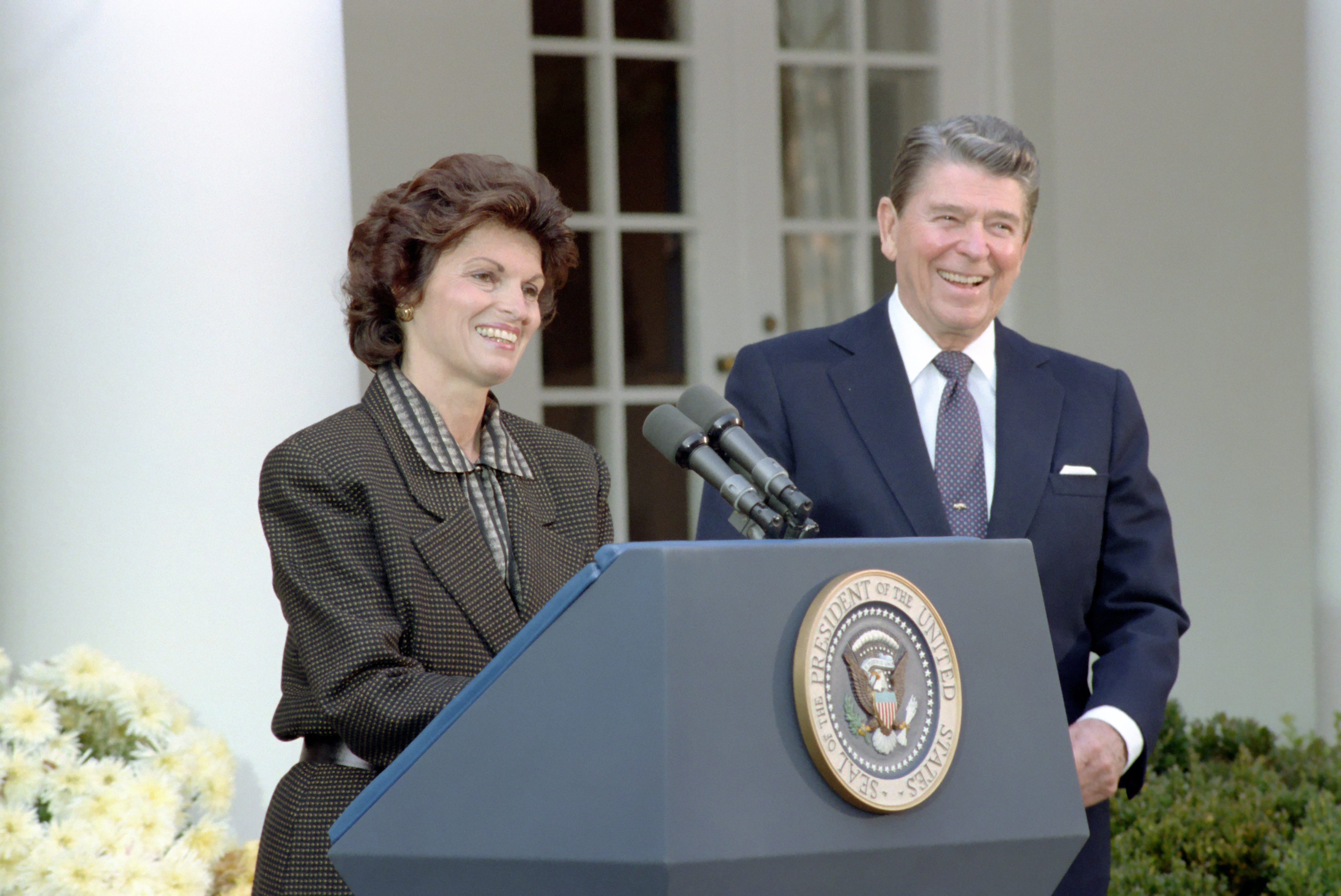
Ann McLaughlin Korologos, zusammen mit US-Präsident Ronald Reagan (November 1987)

Ann Dore McLaughlin Korologos (Geburtsname: Dore) (* 16. November 1941 in Chatham, Morris County, New Jersey; † 30. Januar 2023 in Salt Lake City, Utah) war eine US-amerikanische Politikerin (Republikanische Partei) und Managerin. Im Kabinett Reagan war sie von 1987 bis 1989 Arbeitsministerin.

## Biografie

### Aufstieg zur Arbeitsministerin
Nach dem Schulbesuch studierte sie am Marymount College in New Jersey und schloss dieses Studium 1963 mit einem Bachelor of Arts (B.A.) ab. Später absolvierte sie Postgraduiertenstudien an der University of London sowie der University of Pennsylvania.
Nach dem Studium war sie von 1963 bis 1966 Mitarbeiterin für Netzwerkplanung bei der American Broadcasting Company (ABC). 1970 war sie Wahlkampfmanagerin von John McLaughlin, der sich erfolglos als US-Senator für Rhode Island bewarb. Anschließend wurde sie Mitarbeiterin des Chemieunternehmens Union Carbide und dort zuletzt 1974 bis 1977 Direktionsassistentin für Beziehungen zu staatlichen und lokalen Regierungen. 1975 heiratete sie John McLaughlin, von dem sie sich 1992 scheiden ließ.
1981 wurde sie als Assistentin des Finanzministers (Assistent Secretary of the Treasury) für Öffentlichkeitsarbeit und damit eine enge Mitarbeiterin der Minister Donald Regan und James Baker.
Am 14. Dezember 1987 wurde sie als Nachfolgerin von Bill Brock Arbeitsministerin (Secretary of Labor) in der Regierung von US-Präsident Ronald Reagan. Dieses Amt behielt sie bis zum Ende von Reagans Amtszeit am 20. Januar 1989.
1990 bis 1995 war sie Vorsitzende des Federal City Council, einer Bürgervereinigung zur Stärkung der Interessen der Bundeshauptstadt Washington.

### Tätigkeiten in Unternehmen
Nach ihrem Ausscheiden aus der nationalen Politik ging sie in die Privatwirtschaft und ist seit 1990 Mitglied des Vorstandes von American Airlines. Von 1993 bis 2005 war sie außerdem Vorstandsmitglied der Host Marriott Corporation, 1996 bis 2005 Senior Adviser von Benedetto, Gartland & Co., 1996 bis 2000 Vorsitzende des Aspen-Instituts sowie von 2000 bis 2006 Vorstandsmitglied von Microsoft.
Ann McLaughlin, die in zweiter Ehe mit dem früheren US-Botschafter in Belgien, Tom C. Korologos, verheiratet war, war ferner auch Vorstandsmitglied der Unternehmen Donna Karan International, General Motors, Harman International Industries, Kellogg Company, Nordstrom sowie Vulcan Materials und war seit 2005 auch Mitglied des Vorstandes von Host Hotels & Resorts, der Nachfolgerin der Host Marriott Corporation.
Daneben war sie Beraterin des Center for Strategic and International Studies sowie Mitglied des Direktoriums des Washington Center und war 2004 Vorsitzende des Kuratoriums (Board of Trustees) der Rand Corporation.

## Einzelnachweis
1. ↑  Brian Murphy: Ann McLaughlin Korologos, Reagan-era labor secretary dies at 81. In: Washington Post. 1. Februar 2023, abgerufen am 1. Februar 2023 (amerikanisches Englisch).